# 芷江天后宫
芷江天后宫位于中国湖南省怀化市芷江侗族自治县芷江镇江西街八十三号。始建于清康熙年间，后于清乾隆十三年(1748年)由福建客商扩建为福建商会会馆，是中国内陆现存规模最大的妈祖庙古建筑。
1986年被列为湖南省级文物保护单位，2013年5月被列为全国重点文物保护单位。

## 建筑

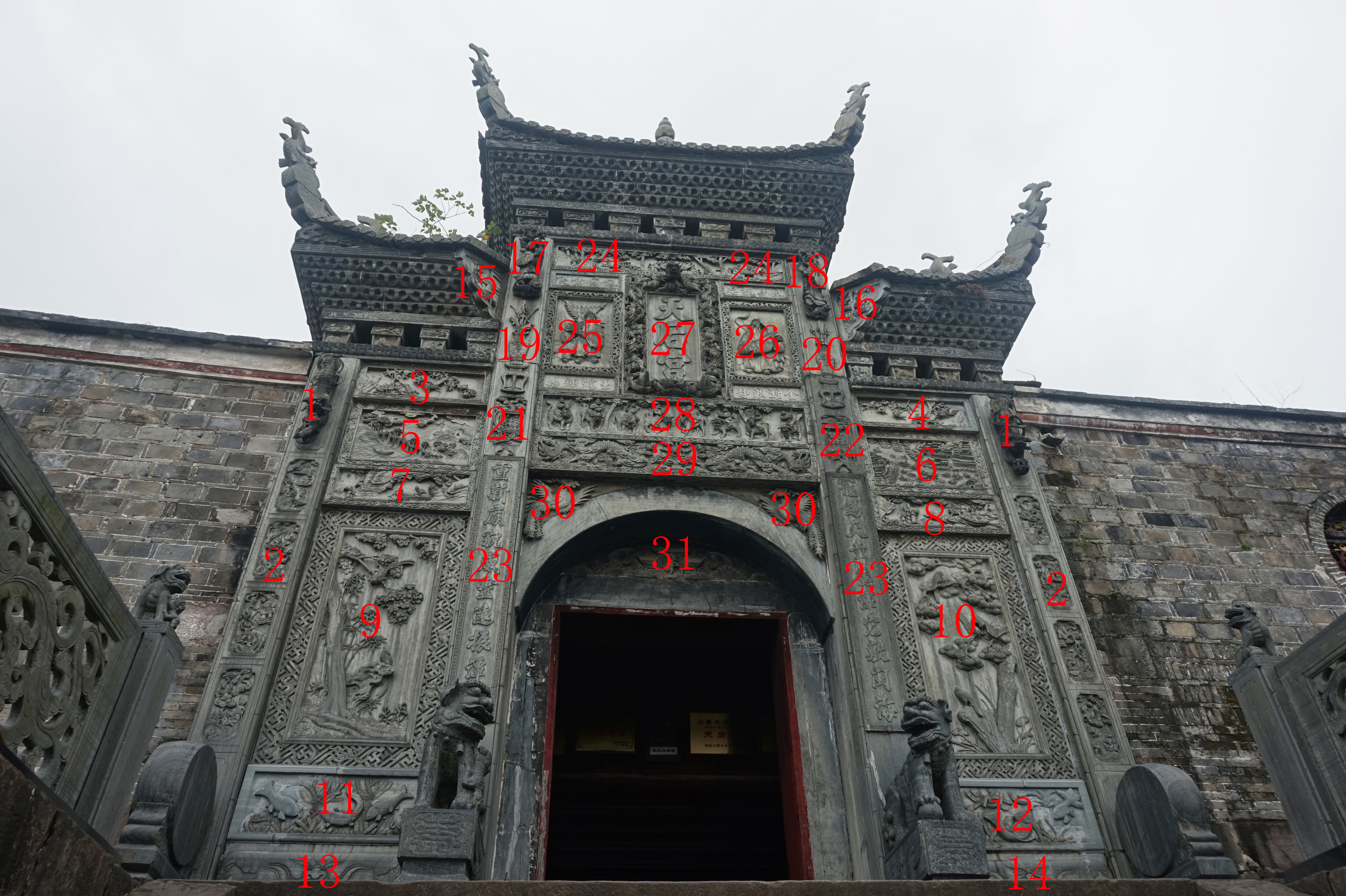
芷江天后宫石坊雕刻说明

芷江天后宫占地3700平方米（现存面积近2000平方米），清乾隆十三年重新扩建。建筑坐西朝东，中间三进：戏台、正殿、观音堂，左为财神殿，右为武圣殿和五通神殿。
天后宫的石坊高达10.6米，宽6.3米，全部采用青石材料。其结构呈现出门楼的形态，顶部有重檐歇山式的设计。四根方形石柱承载着飞檐斗拱，仿木结构。石坊的中央饰有五条盘绕的龙形“天后宫”标牌。下方设有一个宽敞的半圆形拱门，门两侧由一对石狮，与之相对的是石鼓。门楼的顶部装饰着斗拱和飞椽，以及十二金鲤和葫芦形状的装饰。石坊前的平台由统一规格的青石板铺设，周围环绕着雕有双龙、大象、金瓜、石榴等图案的石栏杆。石坊上共有95幅浮雕，大小不一，最大的为2.62平方米，最小的为0.09平方米，描绘了各种花草、动物和神话人物，栩栩如生。每一幅浮雕都代表着一个故事或者几个故事的集合。其中，华拱上的“鱼樵唱和”与“耕读为本”相映成趣，侧柱上的八幅浮雕则分别展示了“八仙过海”、“丹凤朝阳”、“二龙争珠”、“狮子滚绣球”、“八王巡天”、“魁星点斗”、“连升三级”等传统故事。

## 图集

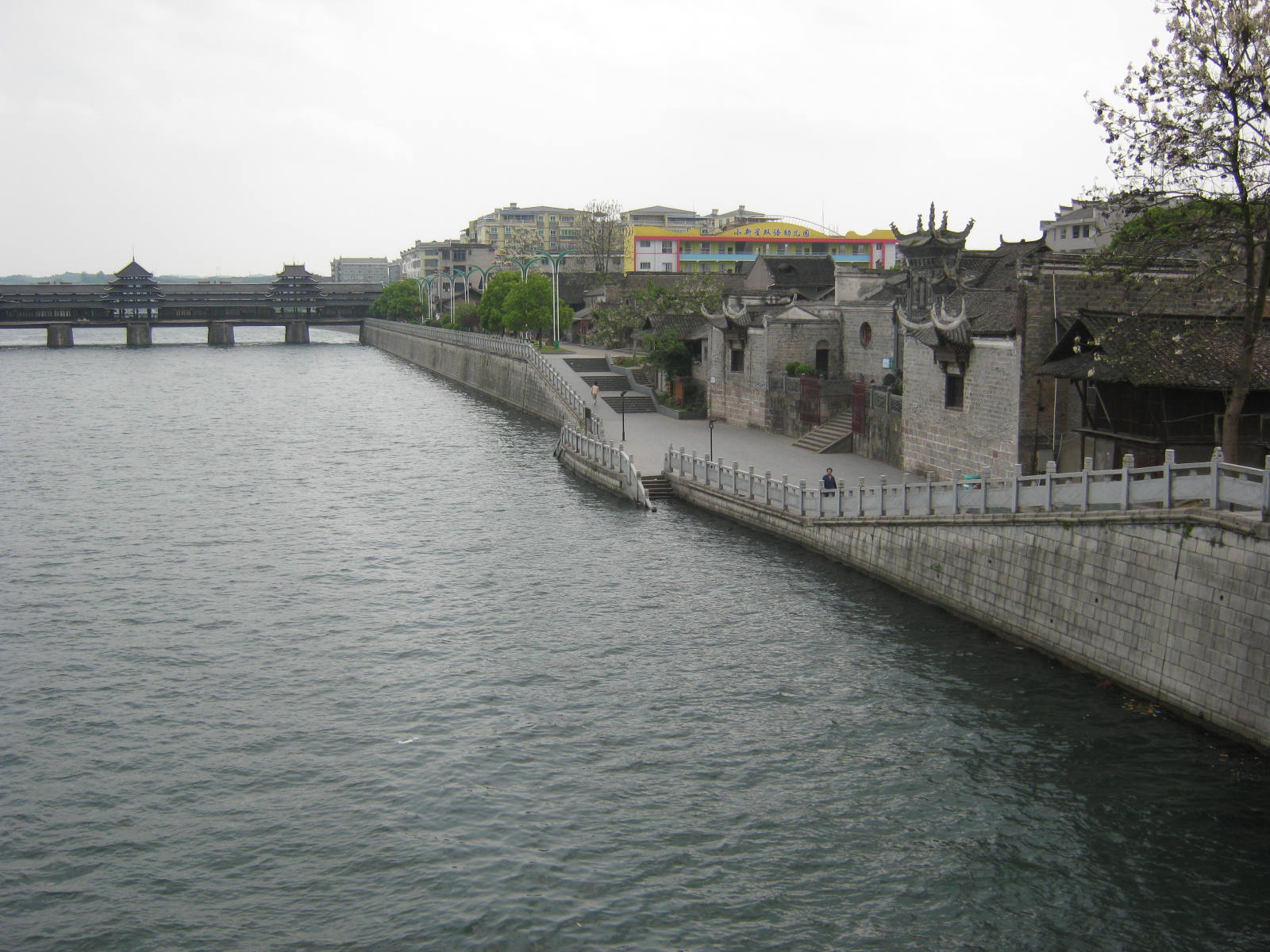
舞水河西岸的天后宫
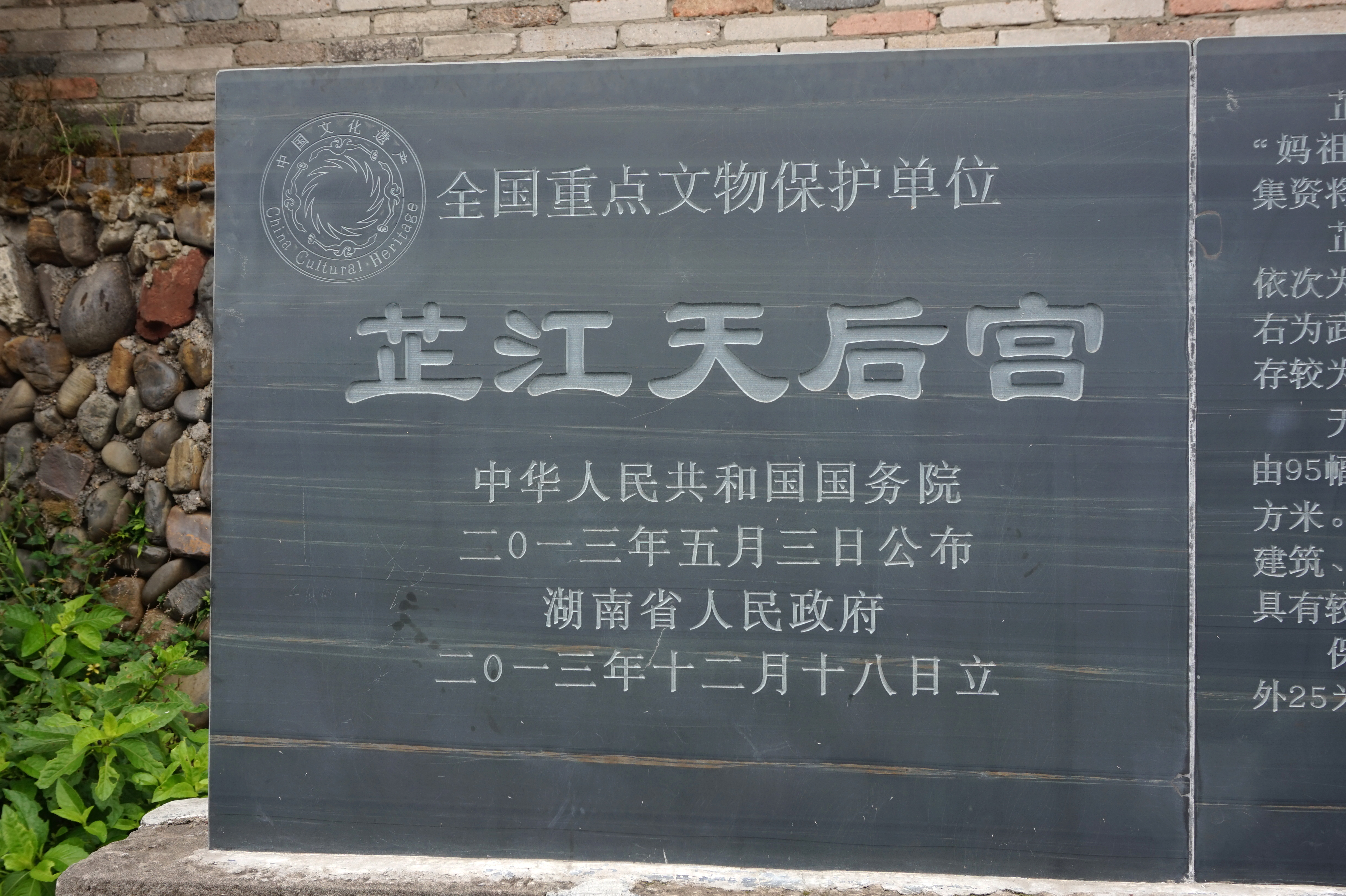
芷江天后宫国保立碑
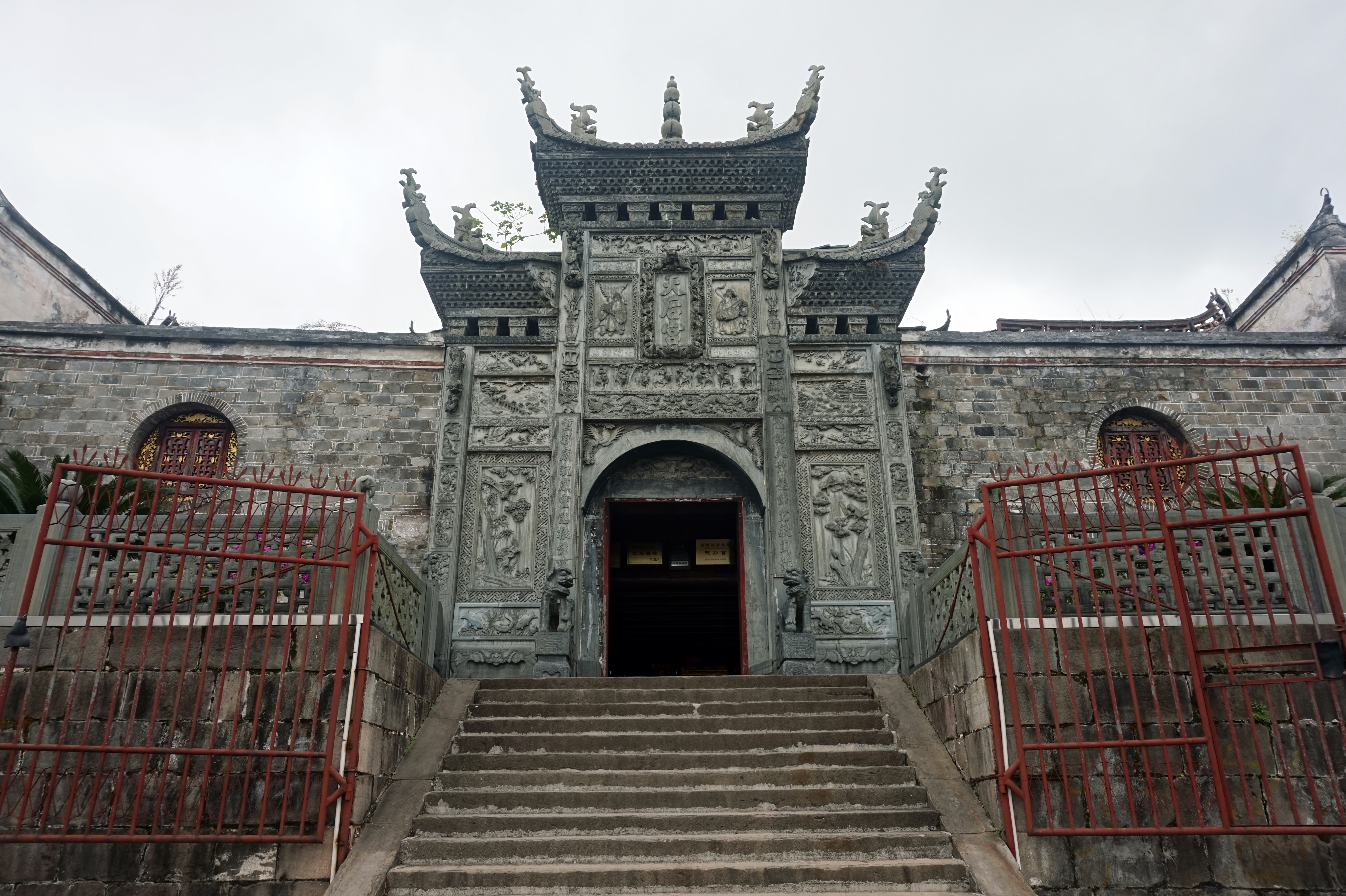
芷江天后宫石坊
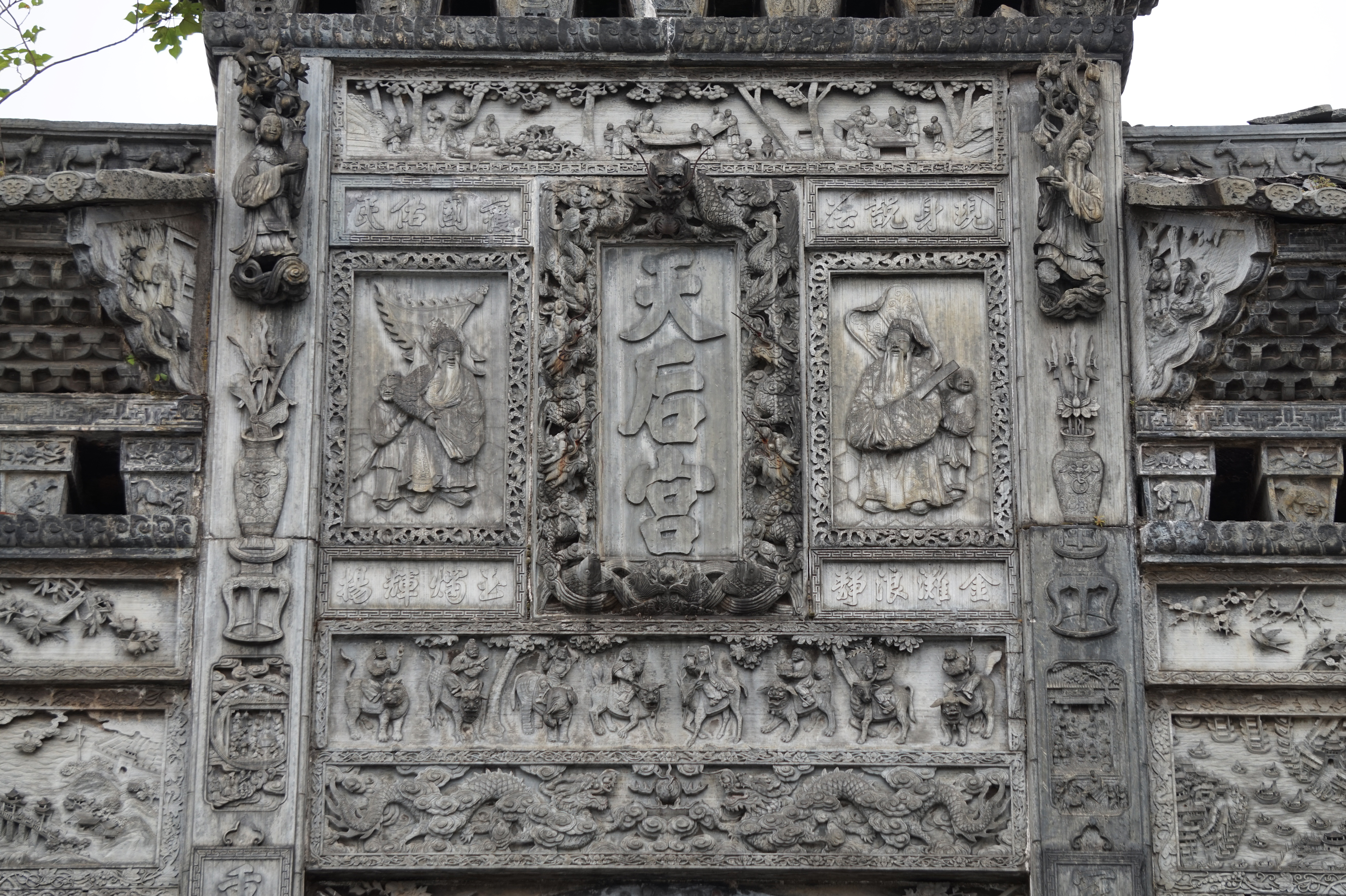
芷江天后宫石坊上额
芷江天后宫石坊上额
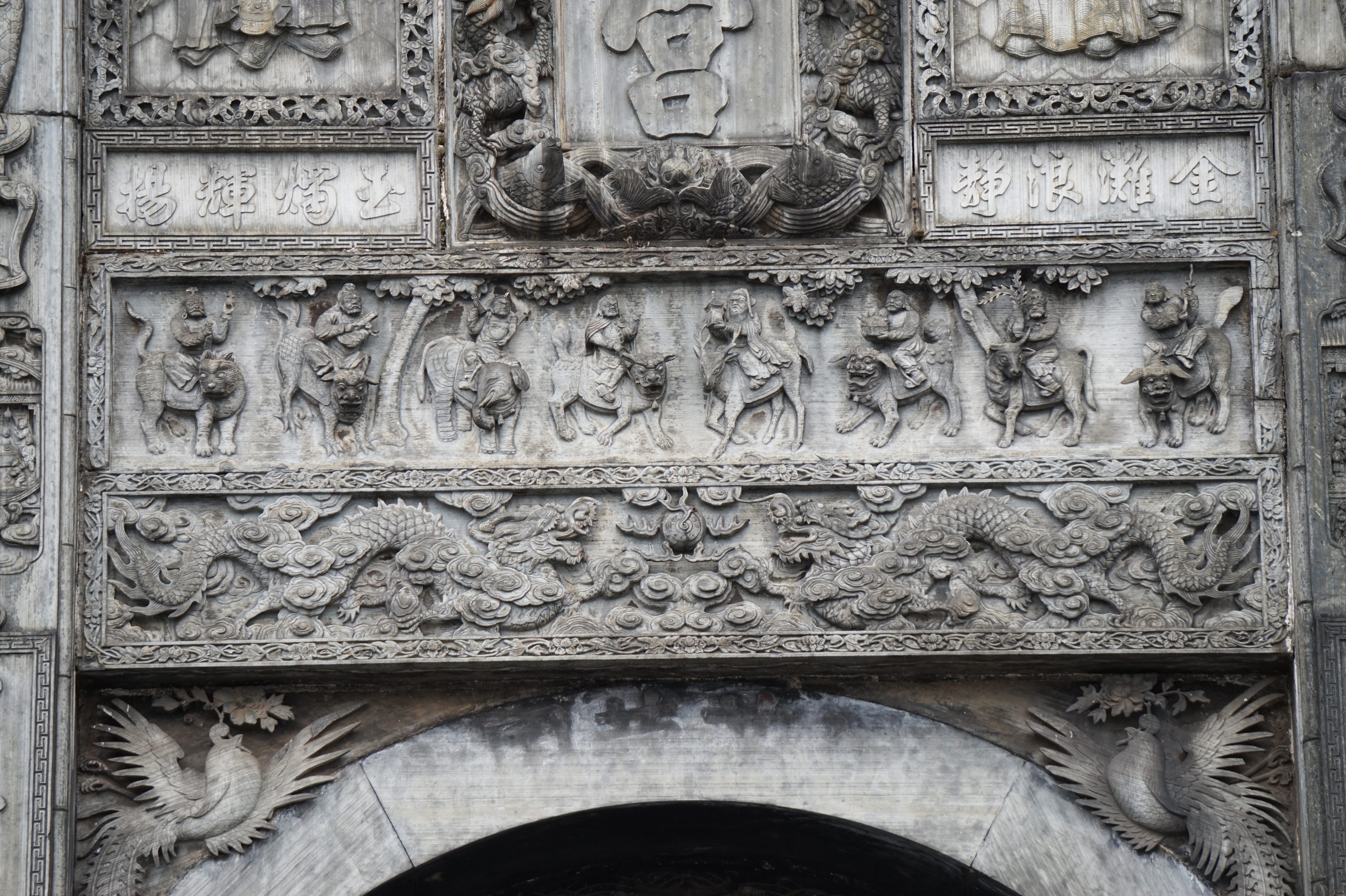
芷江天后宫石坊——八王巡天
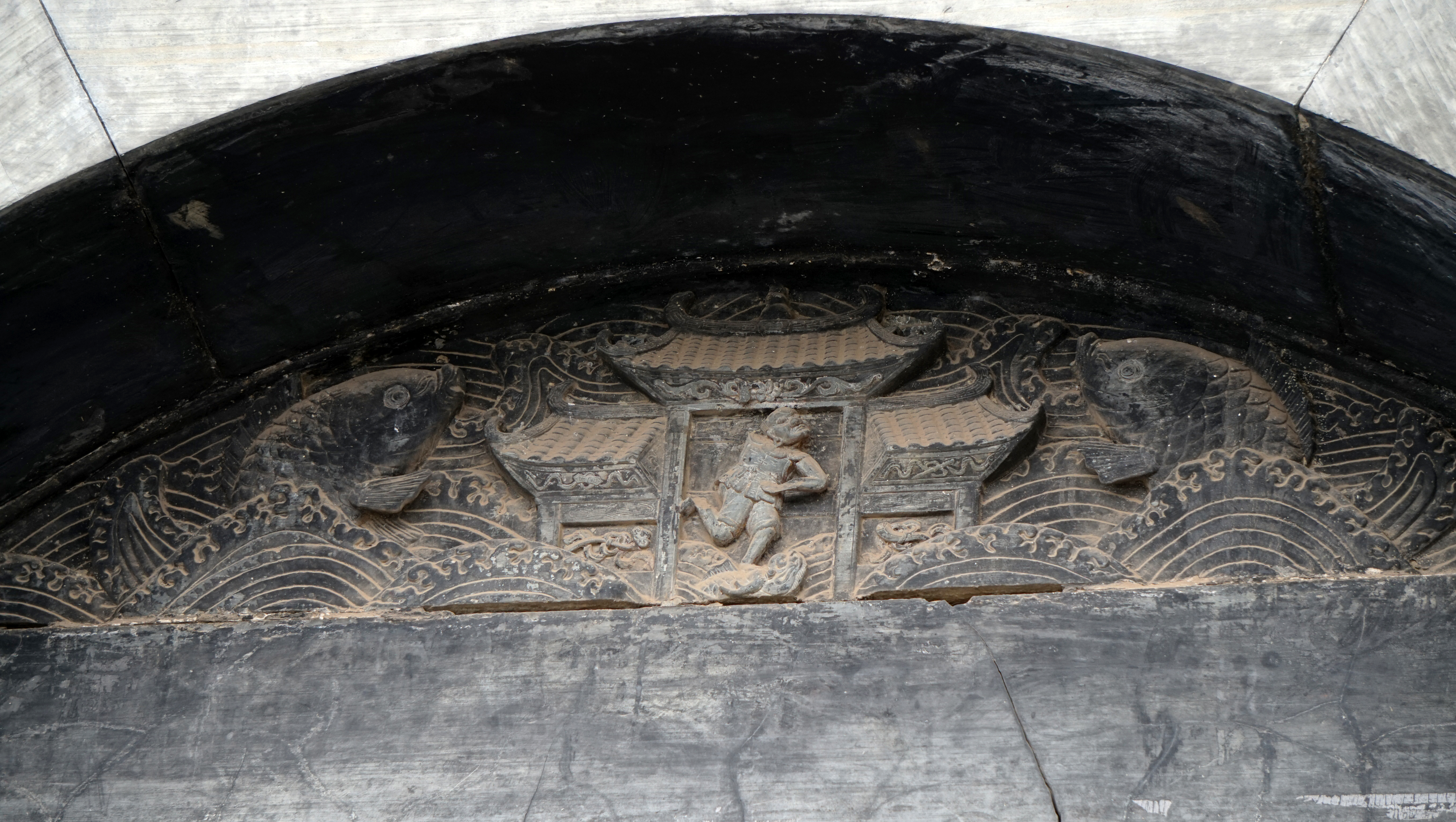
芷江天后宫石坊——魁星点斗
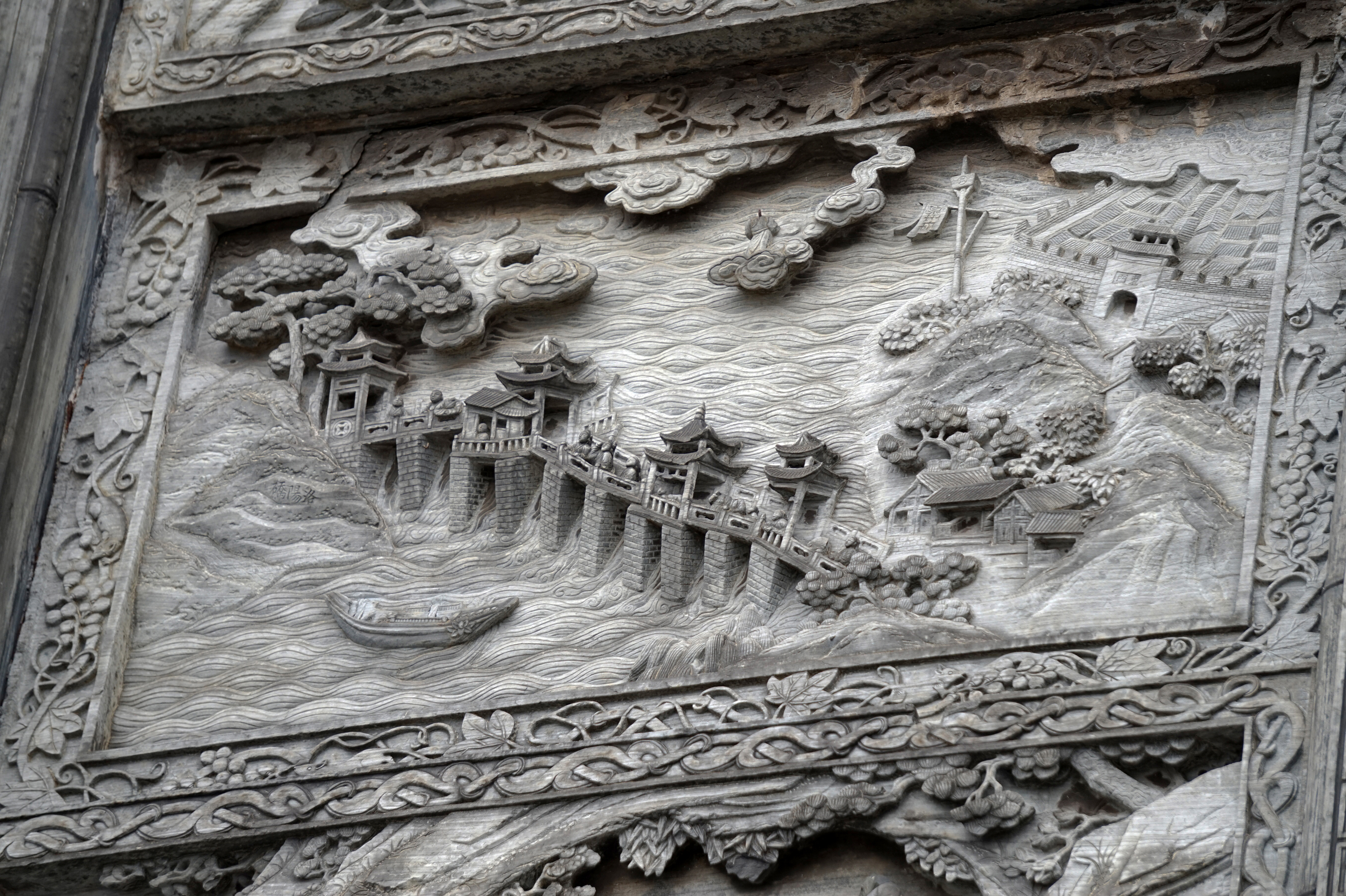
芷江天后宫石坊——洛阳桥
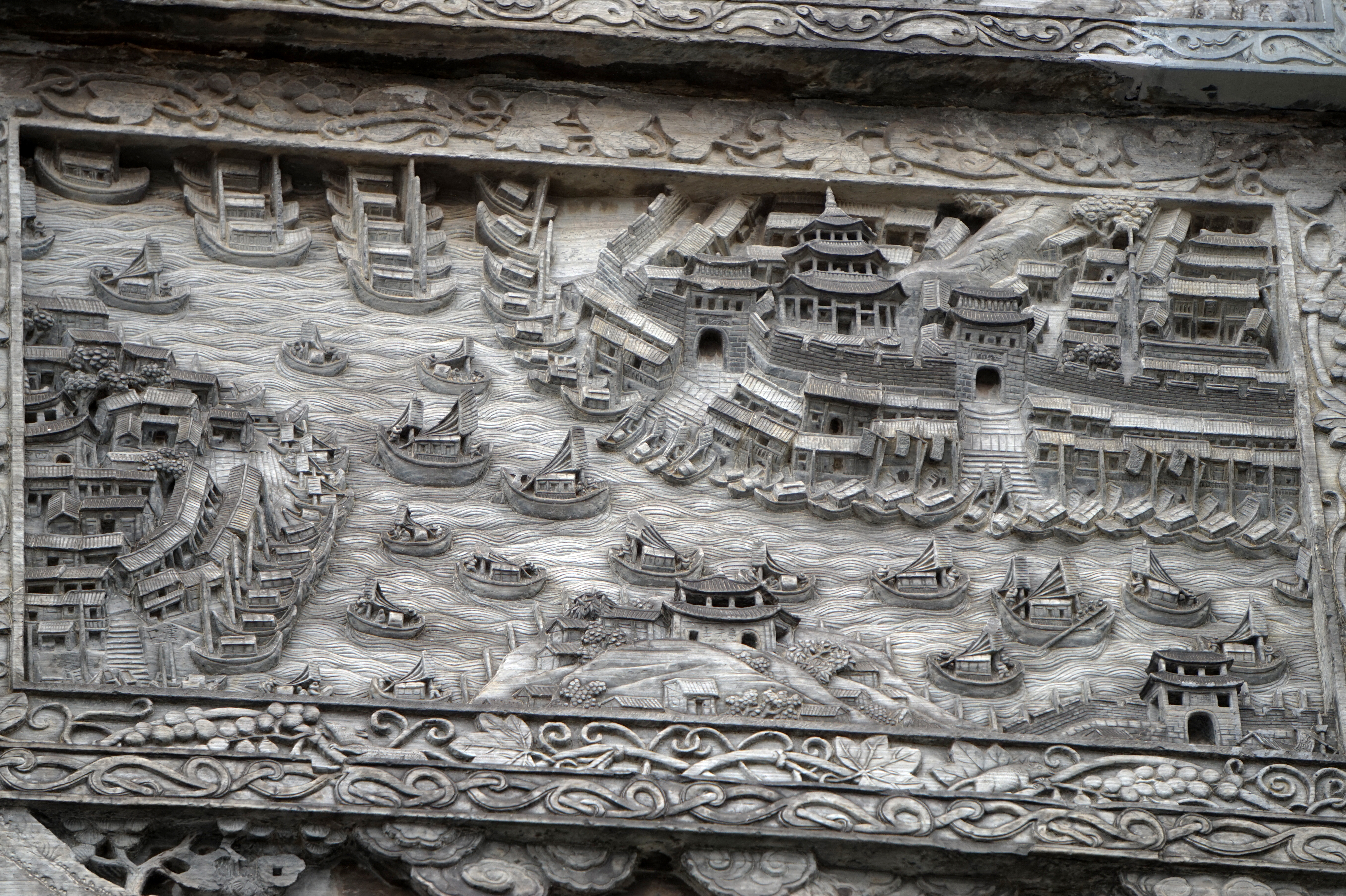
芷江天后宫石坊——武汉三镇